# Championnat de GP3 Series 2017
Navigation
2016 2018
Le Championnat GP3 Series 2017 est la huitième saison du championnat GP3 Series. Comportant 16 courses réparties en 8 manches, il démarre le 13 mai à Barcelone et se termine le 26 novembre à Yas Marina.

## Écuries et pilotes
Toutes les écuries disposent de châssis Dallara GP3/16 équipés de moteurs V6 3,4 litres atmosphériques Mecachrome (400 ch à 8000 tr/min) et chaussés de pneumatiques Pirelli.
| Écuries             | n° | Pilotes            | Manches |
| ------------------- | -- | ------------------ | ------- |
| ART Grand Prix      | 1  | Jack Aitken        | Toutes  |
| ART Grand Prix      | 2  | Nirei Fukuzumi     | Toutes  |
| ART Grand Prix      | 3  | George Russell     | Toutes  |
| ART Grand Prix      | 4  | Anthoine Hubert    | Toutes  |
| Arden International | 5  | Niko Kari          | Toutes  |
| Arden International | 6  | Leonardo Pulcini   | Toutes  |
| Arden International | 7  | Steijn Schothorst  | Toutes  |
| Trident             | 9  | Kevin Jörg         | Toutes  |
| Trident             | 10 | Giuliano Alesi     | Toutes  |
| Trident             | 11 | Ryan Tveter        | Toutes  |
| Trident             | 12 | Dorian Boccolacci  | Toutes  |
| DAMS                | 14 | Santino Ferrucci   | 1–3     |
| DAMS                | 14 | Matthieu Vaxiviere | 4–5     |
| DAMS                | 14 | Dan Ticktum        | 6-8     |
| DAMS                | 15 | Tatiana Calderón   | Toutes  |
| DAMS                | 16 | Bruno Baptista     | Toutes  |
| Jenzer Motorsport   | 22 | Alessio Lorandi    | Toutes  |
| Jenzer Motorsport   | 23 | Juan Manuel Correa | 5–8     |
| Jenzer Motorsport   | 24 | Arjun Maini        | Toutes  |
| Campos Racing       | 26 | Julien Falchero    | Toutes  |
| Campos Racing       | 27 | Raoul Hyman        | Toutes  |
| Campos Racing       | 28 | Marcos Siebert     | Toutes  |

## Résultats des tests de pré-saison
| Date         | Location           | Circuit               | Pilote le plus rapide | Équipe              | Tour le plus rapide |
| 2016         | 2016               | 2016                  | 2016                  | 2016                | 2016                |
| ------------ | ------------------ | --------------------- | --------------------- | ------------------- | ------------------- |
| 30 novembre  | Abou Dabi          | Circuit Yas Marina    | Nirei Fukuzumi        | ART Grand Prix      | 1 min 55 s 479      |
| 1er décembre | Abou Dabi          | Circuit Yas Marina    | Alessio Lorandi       | Jenzer Motorsport   | 1 min 55 s 734      |
| 2 décembre   | Abou Dabi          | Circuit Yas Marina    | George Russell        | ART Grand Prix      | 1 min 55 s 364      |
| 2017         |                    |                       |                       |                     |                     |
| 22 mars      | Portugal, Estoril  | Circuit d'Estoril     | Jack Aitken           | ART Grand Prix      | 1 min 27 s 606      |
| 23 mars      | Portugal, Estoril  | Circuit d'Estoril     | George Russell        | ART Grand Prix      | 1 min 28 s 126      |
| 19 avril     | Espagne, Barcelone | Circuit de Barcelone  | Nirei Fukuzumi        | ART Grand Prix      | 1 min 33 s 685      |
| 20 avril     | Espagne, Barcelone | Circuit de Barcelone  | Dorian Boccolacci     | Trident Racing      | 1 min 32 s 896      |
| 25 avril     | Espagne, Valence   | Circuit Ricardo Tormo | Dorian Boccolacci     | Trident Racing      | 1 min 21 s 191      |
| 26 avril     | Espagne, Valence   | Circuit Ricardo Tormo | Leonardo Pulcini      | Arden International | 1 min 21 s 233      |

## Calendrier
| Manche | Manche | Date        | Événement                        | Circuit                      | Lieu                 | Pays                |
| ------ | ------ | ----------- | -------------------------------- | ---------------------------- | -------------------- | ------------------- |
| 1      | C      | 13 mai      | F1 Grand Prix d'Espagne          | Circuit de Barcelone         | Barcelone            | Espagne             |
| 1      | S      | 14 mai      | F1 Grand Prix d'Espagne          | Circuit de Barcelone         | Barcelone            | Espagne             |
| 2      | C      | 8 juillet   | F1 Grand Prix d'Autriche         | Red Bull Ring                | Spielberg            | Autriche            |
| 2      | S      | 9 juillet   | F1 Grand Prix d'Autriche         | Red Bull Ring                | Spielberg            | Autriche            |
| 3      | C      | 15 juillet  | F1 Grand Prix de Grande-Bretagne | Circuit de Silverstone       | Silverstone          | Royaume-Uni         |
| 3      | S      | 16 juillet  | F1 Grand Prix de Grande-Bretagne | Circuit de Silverstone       | Silverstone          | Royaume-Uni         |
| 4      | C      | 29 juillet  | F1 Grand Prix de Hongrie         | Hungaroring                  | Budapest             | Hongrie             |
| 4      | S      | 30 juillet  | F1 Grand Prix de Hongrie         | Hungaroring                  | Budapest             | Hongrie             |
| 5      | C      | 26 aout     | F1 Grand Prix de Belgique        | Circuit de Spa-Francorchamps | Spa-Francorchamps    | Belgique            |
| 5      | S      | 27 août     | F1 Grand Prix de Belgique        | Circuit de Spa-Francorchamps | Spa-Francorchamps    | Belgique            |
| 6      | C      | 2 septembre | F1 Grand Prix d'Italie           | Autodromo Nazionale di Monza | Monza                | Italie              |
| 6      | S      | 3 septembre | F1 Grand Prix d'Italie           | Autodromo Nazionale di Monza | Monza                | Italie              |
| 7      | C      | 7 octobre   |                                  | Circuit permanent de Jerez   | Jerez de la Frontera | Espagne             |
| 7      | S      | 8 octobre   |                                  | Circuit permanent de Jerez   | Jerez de la Frontera | Espagne             |
| 8      | C      | 25 novembre | F1 Grand Prix d'Abou Dabi        | Circuit Yas Marina           | Abou Dabi            | Émirats arabes unis |
| 8      | S      | 26 novembre | F1 Grand Prix d'Abou Dabi        | Circuit Yas Marina           | Abou Dabi            | Émirats arabes unis |

## Résultats de la saison 2017
| Manche | Manche | Circuit                      | Pole position  | Meilleur tour    | Pilote vainqueur  | Écurie gagnante     |
| ------ | ------ | ---------------------------- | -------------- | ---------------- | ----------------- | ------------------- |
| 1      | C      | Circuit de Catalunya         | Jack Aitken    | Anthoine Hubert  | Nirei Fukuzumi    | ART Grand Prix      |
| 1      | S      | Circuit de Catalunya         |                | George Russell   | Arjun Maini       | Jenzer Motorsport   |
| 2      | C      | Red Bull Ring                | George Russell | Anthoine Hubert  | George Russell    | ART Grand Prix      |
| 2      | S      | Red Bull Ring                |                | Anthoine Hubert  | Raoul Hyman       | Campos Racing       |
| 3      | C      | Circuit de Silverstone       | George Russell | Giuliano Alesi   | George Russell    | ART Grand Prix      |
| 3      | S      | Circuit de Silverstone       |                | George Russell   | Giuliano Alesi    | Trident             |
| 4      | C      | Hungaroring                  | Jack Aitken    | Jack Aitken      | Jack Aitken       | ART Grand Prix      |
| 4      | S      | Hungaroring                  |                | Leonardo Pulcini | Giuliano Alesi    | Trident             |
| 5      | C      | Circuit de Spa-Francorchamps | George Russell | George Russell   | George Russell    | ART Grand Prix      |
| 5      | S      | Circuit de Spa-Francorchamps |                | George Russell   | Giuliano Alesi    | Trident             |
| 6      | C      | Autodromo Nazionale Monza    | Nirei Fukuzumi | Anthoine Hubert  | George Russell    | ART Grand Prix      |
| 6      | S      | Autodromo Nazionale Monza    | Course annulée | Course annulée   | Course annulée    | Course annulée      |
| 7      | C      | Circuit permanent de Jerez   | Nirei Fukuzumi | Jack Aitken      | Nirei Fukuzumi    | ART Grand Prix      |
| 7      | S      | Circuit permanent de Jerez   |                | George Russell   | Alessio Lorandi   | Jenzer Motorsport   |
| 8      | C      | Circuit Yas Marina           | George Russell | Niko Kari        | Niko Kari         | Arden International |
| 8      | S      | Circuit Yas Marina           |                | Dan Ticktum      | Dorian Boccolacci | Trident             |

## Classements
Système de points
Les points de la course principale sont attribués aux 10 premiers pilotes classés, tandis que les points de la course sprint sont attribués aux 8 premiers pilotes classés. La pole position de la course principale rapporte 4 points, et dans chaque course, 2 points sont attribués pour le meilleur tour en course réalisé par un pilote finissant dans le top 10. Ce système d'attribution des points est utilisé pour chaque manche du championnat.
Course principale :
| Position | 1er | 2e | 3e | 4e | 5e | 6e | 7e | 8e | 9e | 10e | Pole | MT |
| Points   | 25  | 18 | 15 | 12 | 10 | 8  | 6  | 4  | 2  | 1   | 4    | 2  |

Course sprint :
| Position | 1er | 2e | 3e | 4e | 5e | 6e | 7e | 8e | MT |
| Points   | 15  | 12 | 10 | 8  | 6  | 4  | 2  | 1  | 2  |

### Classement des pilotes
| Pos. | Pilote             | ESP  | ESP  | AUT  | AUT  | GBR  | GBR  | HON  | HON  | BEL  | BEL  | ITA  | ITA | ESP | ESP  | ABU  | ABU  | Points |
| ---- | ------------------ | ---- | ---- | ---- | ---- | ---- | ---- | ---- | ---- | ---- | ---- | ---- | --- | --- | ---- | ---- | ---- | ------ |
| 1    | George Russell     | 4    | 5    | 1    | 6    | 1    | 4    | NP   | 11   | 1    | 2    | 1    | A   | 2   | 4    | 2    | 4    | 220    |
| 2    | Jack Aitken        | Abd. | 12   | 2    | 5    | 4    | 2    | 1    | Abd. | 2    | 18   | 2    | A   | 3   | 6    | 14   | 8    | 141    |
| 3    | Nirei Fukuzumi     | 1    | 6    | 3    | 3    | Abd. | 16   | 2    | Abd. | 3    | 4    | NP   | A   | 1   | 5    | 15   | 14   | 134    |
| 4    | Anthoine Hubert    | 5    | 4    | 4    | 7    | 2    | 8    | 3    | 5    | Abd. | 7    | 3    | A   | 5   | 3    | 8    | 5    | 127    |
| 5    | Giuliano Alesi     | 17   | 11   | 6    | 2    | 7    | 1    | 6    | 1    | 7    | 1    | 6    | A   | 9   | 7    | Abd. | 9    | 99     |
| 6    | Dorian Boccolacci  | 6    | 2    | 9    | 17†  | 8    | Abd. | 5    | 4    | 5    | 17   | 14   | A   | 7   | 2    | 7    | 1    | 93     |
| 7    | Alessio Lorandi    | 3    | 3    | 7    | 8    | 3    | 6    | 4    | Abd. | 12   | 14   | Abd. | A   | 8   | 1    | 5    | 17   | 92     |
| 8    | Ryan Tveter        | 12   | 18   | 5    | 4    | Abd. | 13   | 8    | 2    | 6    | 3    | 5    | A   | 12  | 14   | 9    | 2    | 76     |
| 9    | Arjun Maini        | 7    | 1    | 10   | 16   | 6    | 5    | Abd. | 8    | 4    | 6    | 16†  | A   | 17  | 12   | 3    | 6    | 72     |
| 10   | Niko Kari          | 15   | 14   | Abd. | 18   | 5    | 3    | 9    | 6    | 9    | 9    | 15†  | A   | 6   | 19   | 1    | 13   | 63     |
| 11   | Dan Ticktum        |      |      |      |      |      |      |      |      |      |      | 13   | A   | 4   | Abd. | 4    | 3    | 34     |
| 12   | Raoul Hyman        | 8    | 7    | 8    | 1    | 16   | 11   | 14   | 7    | 14   | 10   | 11   | A   | 19  | 15   | 13   | 11   | 27     |
| 13   | Kevin Jörg         | 13   | 9    | 11   | 9    | 9    | 7    | 7    | 3    | 10   | 8    | 9    | A   | 20  | 18   | 10   | 7    | 27     |
| 14   | Leonardo Pulcini   | 2    | 17   | Abd. | 14   | 11   | 12   | 15   | 10   | 11   | 11   | Abd. | A   | 14  | 13   | 17†  | Abd. | 20     |
| 15   | Julien Falchero    | 11   | 10   | 15   | 11   | 10   | Abd. | 13   | Abd. | 8    | 5    | 8    | A   | 10  | 9    | NP   | 16   | 16     |
| 16   | Marcos Siebert     | 10   | 16   | 12   | 10   | 12   | 10   | 11   | 9    | Abd. | Abd. | 4    | A   | 18  | 17   | Abd. | Abd. | 14     |
| 17   | Steijn Schothorst  | 18   | 15   | Abd. | 15   | 13   | Abd. | Abd. | Abd. | 13   | 12   | 12   | A   | 11  | 10   | 6    | 18   | 8      |
| 18   | Tatiana Calderón   | 14   | Abd. | 13   | 12   | 14   | 15   | Abd. | 13   | 16   | 13   | 7    | A   | 13  | 8    | 16   | 15   | 7      |
| 19   | Santino Ferrucci   | 9    | 8    | Abd. | 13   | Abd. | 9    |      |      |      |      |      |     |     |      |      |      | 3      |
| 20   | Bruno Baptista     | 16   | 13   | 14   | Abd. | 15   | 14   | 10   | Abd. | Abd. | 16   | 10   | A   | 16  | 13   | 11   | 10   | 2      |
| 21   | Juan Manuel Correa |      |      |      |      |      |      |      |      | 15   | Abd. | Abd. | A   | 15  | 16   | 12   | 12   | 0      |
| 22   | Matthieu Vaxiviere |      |      |      |      |      |      | 12   | 12   | Abd. | 15   |      |     |     |      |      |      | 0      |
| Pos. | Pilote             | ESP  | ESP  | AUT  | AUT  | GBR  | GBR  | HON  | HON  | BEL  | BEL  | ITA  | ITA | ESP | ESP  | ABU  | ABU  | Points |

| Couleur | Résultat          |
| ------- | ----------------- |
| Or      | Vainqueur         |
| Argent  | 2e place          |
| Bronze  | 3e place          |
| Vert    | Dans les points   |
| Bleu    | Hors des points   |
| Violet  | Abandon (Abd.)    |
| Noire   | Disqualifié (DSQ) |
| Blanc   | Non partant (NP)  |
| Vide    | Non participant   |
| Vide    | Exclu (EX)        |

### Classement des écuries
| Pos. | Pilote              | ESP | ESP  | AUT  | AUT  | GBR  | GBR  | HON  | HON  | BEL  | BEL  | ITA  | ITA | ESP | ESP  | ABU  | ABU  | Points |
| ---- | ------------------- | --- | ---- | ---- | ---- | ---- | ---- | ---- | ---- | ---- | ---- | ---- | --- | --- | ---- | ---- | ---- | ------ |
| 1    | ART Grand Prix      | 1   | 4    | 1    | 3    | 1    | 2    | 1    | 5    | 1    | 2    | 1    | A   | 1   | 3    | 2    | 4    | 578    |
| 1    | ART Grand Prix      | 4   | 5    | 2    | 5    | 2    | 4    | 2    | 11   | 2    | 4    | 2    | A   | 2   | 4    | 8    | 5    | 578    |
| 1    | ART Grand Prix      | 5   | 6    | 3    | 6    | 4    | 8    | 3    | Abd. | 3    | 7    | 3    | A   | 3   | 5    | 14   | 8    | 578    |
| 2    | Trident             | 6   | 2    | 5    | 2    | 7    | 1    | 5    | 1    | 5    | 1    | 5    | A   | 7   | 2    | 7    | 1    | 286    |
| 2    | Trident             | 12  | 9    | 6    | 4    | 8    | 7    | 6    | 2    | 6    | 3    | 6    | A   | 9   | 7    | 9    | 2    | 286    |
| 2    | Trident             | 13  | 11   | 9    | 9    | 9    | 13   | 7    | 3    | 7    | 8    | 9    | A   | 12  | 14   | 10   | 7    | 286    |
| 3    | Jenzer Motorsport   | 3   | 1    | 7    | 8    | 3    | 5    | 4    | 8    | 4    | 6    | 16†  | A   | 8   | 1    | 3    | 6    | 164    |
| 3    | Jenzer Motorsport   | 7   | 3    | 10   | 16   | 6    | 6    | Abd. | Abd. | 12   | 14   | Abd. | A   | 15  | 12   | 5    | 17   | 164    |
| 3    | Jenzer Motorsport   |     |      |      |      |      |      |      |      | 15   | Abd. | Abd. | A   | 17  | 16   | 12   | 13   | 164    |
| 4    | Arden International | 2   | 14   | Abd. | 14   | 5    | 3    | 9    | 6    | 9    | 9    | 12   | A   | 6   | 10   | 1    | 13   | 91     |
| 4    | Arden International | 15  | 15   | Abd. | 15   | 11   | 12   | 15   | 10   | 11   | 11   | 15†  | A   | 11  | 11   | 6    | 18   | 91     |
| 4    | Arden International | 18  | 17   | Abd. | 18   | 13   | Abd. | Abd. | Abd. | 13   | 12   | Abd. | A   | 14  | 19   | 17†  | Abd. | 91     |
| 5    | Campos Racing       | 8   | 7    | 8    | 1    | 10   | 10   | 11   | 7    | 8    | 5    | 4    | A   | 10  | 9    | 13   | 11   | 56     |
| 5    | Campos Racing       | 10  | 10   | 11   | 10   | 12   | 11   | 13   | 9    | 14   | 10   | 8    | A   | 18  | 15   | Abd. | 16   | 56     |
| 5    | Campos Racing       | 11  | 16   | 15   | 11   | 16   | Abd. | 14   | Abd. | Abd. | Abd. | 11   | A   | 19  | 17   | NP   | Abd. | 56     |
| 6    | DAMS                | 9   | 8    | 13   | 12   | 14   | 9    | 10   | 12   | 16   | 13   | 7    | A   | 4   | 8    | 4    | 3    | 48     |
| 6    | DAMS                | 14  | 13   | 14   | 13   | 15   | 14   | 12   | 13   | Abd. | 15   | 10   | A   | 13  | 15   | 11   | 10   | 48     |
| 6    | DAMS                | 16  | Abd. | Abd. | Abd. | Abd. | 15   | Abd. | Abd. | Abd. | 16   | 13   | A   | 16  | Abd. | 16   | 15   | 48     |
| Pos. | Pilote              | ESP | ESP  | AUT  | AUT  | GBR  | GBR  | HON  | HON  | BEL  | BEL  | ITA  | ITA | ESP | ESP  | ABU  | ABU  | Points |